# Eastern Front (1941)
Eastern Front (1941) es un videojuego de guerra para computadora para la familia Atari de 8 bits creado por Chris Crawford y publicado a través de Atari Program Exchange (APX) en 1981. APX también vendió un editor de escenarios y un código fuente en lenguaje ensamblador para el juego.
Recreando el frente oriental durante la Segunda Guerra Mundial, Eastern Front cubre el área histórica de operaciones durante 1941-1942. El jugador comanda unidades alemanas a nivel de cuerpo mientras invaden la Unión Soviética en 1941 y luchan contra los rusos controlados por computadora. El juego simula el terreno, el clima, los suministros, la moral de la unidad y la fatiga.
Una aplicación estrella para las computadoras Atari, Eastern Front estuvo entre los juegos más vendidos de APX, vendiendo más de 60 000 copias. Fue ampliamente elogiado por la prensa y fue «Juego del Año» de Creative Computing en 1981. En 1982, Atari obtuvo la licencia para su distribución en cartuchos de juegos y luego se volvió a publicar en 1988 en un paquete estilo XEGS.

## Modo de juego
Eastern Front es una simulación a nivel de cuerpo de las primeras 41 semanas de Operación Barbarroja, la invasión alemana de la Unión Soviética en 1941. El jugador controla a los alemanes, en blanco, mientras que la computadora juega a los rusos, en rojo. Las unidades se representan como cajas para cuerpos blindados o caballería, y cruces para infantería, un intento de replicar los símbolos militares convencionales dada la baja resolución.
El campo de juego tiene 2+1⁄3 pantallas de ancho, 4+1⁄3 pantallas de alto y usa 18 colores. La pantalla muestra solo 1⁄9 del mapa completo a la vez, desplazándose suavemente cuando el cursor controlado por la palanca de mando llega a los bordes de la pantalla. Según el creador Chris Crawford, es el primer juego de guerra con un mapa de desplazamiento suave. El mapa cubre el área desde el norte de Leningrado en la parte superior hasta Sebastopol en la parte inferior, y desde Varsovia a la izquierda hasta el este de Stalingrado a la derecha. El terreno es variado, incluyendo llanuras, bosques, montañas, ríos y pantanos, cada uno con sus propios efectos sobre el movimiento. Las ciudades se muestran en blanco y son una fuente importante de «puntos de victoria», la puntuación del jugador.
El juego es modal, cambiando entre un modo de entrada de órdenes y un modo de combate. Durante la entrada de órdenes, el joystick se usa para seleccionar unidades e ingresar el movimiento en las cuatro direcciones cardinales. Se pueden ingresar hasta ocho órdenes para cualquier unidad. Los pedidos se recuerdan de un turno a otro, y se pueden agregar nuevos pedidos en turnos futuros después de ver una animación de los restantes. Las órdenes para cualquier unidad dada se pueden cancelar presionando la barra espaciadora.
Después de ingresar las órdenes, la fase de combate comienza con Inicio. Las unidades intentan seguir sus órdenes en la mayor medida posible, retrasadas por el terreno, bloqueando unidades amigas o combatiendo con unidades enemigas. La pantalla muestra el combate mostrando la unidad "atacada", que podría verse obligada a retirarse o ser destruida por completo. Cuando se agotan todos los movimientos y combates posibles, el juego vuelve a la fase de entrada de órdenes. Cada turno representa una semana de tiempo en el juego y el juego finaliza el 29 de marzo de 1942, después de 41 turnos. El motor del juego incluye una serie de características que aumentan la profundidad de la simulación en comparación con los juegos de guerra contemporáneos, como las zonas de control, que permiten construir líneas de frente sin necesidad de líneas contiguas de unidades. Esto incluye fuerzas de reunión y de combate, que simulan pérdidas debidas al combate, y refuerzos que lentamente devuelven una unidad a la fuerza de reunión con el tiempo. Las líneas de suministro también se simulan, y rodear al enemigo para cortar sus suministros es una estrategia importante para el jugador humano, que se enfrenta a una abrumadora superioridad numérica enemiga.
El juego simula el cambio de estaciones: 14 turnos de verano que comienzan en junio de 1941, cuatro turnos de otoño y 22 turnos de invierno. Cuando comienza el otoño el 5 de octubre de 1941 y la tierra verde cambia a lodo marrón púrpura, es probable que el jugador pierda si no ha capturado la mayoría de los objetivos, destruido la mayoría de las primeras fuerzas rusas y establecido una posición defensiva.
Los puntos de victoria se obtienen moviendo las fuerzas alemanas hacia el este, capturando Moscú, Leningrado, Stalingrado y Sebastopol, y destruyendo y empujando a las fuerzas rusas hacia el este. La puntuación más alta posible es 255 y la documentación sugiere que cualquier puntuación superior a 100 es buena. Computer Gaming World estimó que el ejército alemán real en 1941 obtuvo una puntuación de 110 a 120. Una puntuación alta a principios de otoño no es difícil, pero mantenerla alta durante el invierno es casi imposible, ya que aparece barro y nieve, los ríos y la tierra se congelan gradualmente durante el invierno, y los rusos contraatacan; hasta que la primavera derrita el hielo del lado alemán, este se ve obligado a adoptar un papel puramente defensivo. Si el jugador sobrevive hasta la primavera, la temporada ofrece una capacidad ofensiva renovada, pero solo por un breve período antes de que finalice el juego.

### Inteligencia artificial
En un ejemplo de ponderación, la IA de la computadora calcula sus movimientos durante el período entre interrupciones verticales en blanco (VBI). El resto del juego, lo que ve el usuario, se ejecuta durante el período VBI de unos pocos cientos de ciclos. Según Crawford en Chris Crawford on Game Design, el sistema comienza con un «plan» básico y luego aplica cualquier ciclo disponible para probar variaciones en ese plan, seleccionando resultados de mayor valor. Hay algunos miles de ciclos disponibles entre cada VBI, por lo que dada una fase típica de entrada de pedidos de un minuto, la computadora tiene millones de ciclos para refinar su plan.
La IA se basa en tres medidas básicas del estado del juego: la situación estratégica que intenta tomar y mantener ciudades, la situación táctica que intenta bloquear los movimientos de los jugadores y la disposición general de la línea del frente. La IA primero intenta construir una línea de frente continua en un intento de evitar los cercos, luego envía unidades adicionales en cursos de intercepción para bloquear los movimientos de los jugadores y, finalmente, las unidades restantes se envían a ciudades indefensas.
Como Alemania, el jugador comienza con unidades más móviles, líneas de suministro más cortas y fuerzas concentradas. Aunque la IA no es fuerte, creyendo que la computadora necesitaba ayuda contra un humano, Crawford intencionalmente no solucionó un error que beneficia al lado ruso, la computadora tiene más números, mucho más territorio y clima invernal. Debido a la ponderación iterativa, los movimientos de la computadora se vuelven mejores cuanto más espera el jugador antes de dar órdenes en cada turno, y una táctica que funciona bien en un juego puede ser menos efectiva en otro. Las fuerzas más grandes de la computadora le permiten presentar una defensa creíble; las peleas directas son inútiles para el jugador, ya que las unidades soviéticas recién llegadas eventualmente abruman a las fuerzas alemanas. Crawford dedicó mucho tiempo a ajustar los tiempos de llegada de las nuevas unidades para equilibrar el juego, y advirtió que un jugador que intentara abrumar a los rusos con tanques «está garantizado que perderá. Lo que se supone que debes hacer es maniobrar, rodear, desmoralizar y derrotar». El manual aconseja usar guerra relámpago: Usar unidades blindadas móviles para atravesar y rodear a las unidades rusas, y unidades de infantería para eliminar los focos enemigos.
Según Crawford, Eastern Front es un ejemplo de un juego con un salto brusco en la curva de aprendizaje; «aparentemente solo hay un truco en el juego, el dominio del cual garantiza el dominio del juego». Si bien no especificó el truco, hay formas de engañar a la IA. Una es dividir las fuerzas alemanas en dos bloques y luego avanzarlas en turnos alternos. La parte táctica de la IA intenta interceptar estos movimientos, enviando sus fuerzas móviles primero en una dirección y luego en la otra, sin llegar a hacer contacto. Otra estrategia es mantener las fuerzas de los flancos detrás de una punta de lanza, que la IA intentaría bloquear. Esto da como resultado que las fuerzas de la computadora se agrupen frente a los alemanes, lo que permite que las alas se muevan una vez que el movimiento fue difícil.
Los jugadores aprovecharon otro error en el motor de juego de la primera versión. Dado que la IA calcula sus movimientos mientras el usuario ingresa las órdenes, reducir la cantidad de tiempo que el usuario tarda en planificar sus propios movimientos reduce la calidad de la respuesta de la computadora. Presionar repetidamente Start evita que la computadora reflexione y ni el jugador ni la computadora hacen nada, evitando el combate durante el invierno y permitiendo que el jugador salga durante la primavera con unidades de fuerza completa.

## Desarrollo
Después de escribir Tanktics, que simulaba batallas de tanques alemanes y soviéticos durante la Segunda Guerra Mundial, Crawford escribió la primera versión de lo que llamó Ourrah Pobieda (en ruso, «¡Hurra, victoria!») en mayo y junio de 1979 en un Commodore PET usando Commodore BASIC. El juego era en ese momento una simulación de combate a nivel de división en el frente oriental. Describió la versión inicial como «aburrida, confusa y lenta» y no volvió al proyecto durante 15 meses. Después de comenzar a trabajar para Atari, en septiembre de 1980 vio a un compañero de trabajo demostrar el desplazamiento suave en una ventana de texto en un Atari de 8 bits y se dio cuenta del potencial de la técnica para un juego de guerra. En diciembre produjo un mapa de Rusia que se desplazaba suavemente, en enero de 1981 produjo una descripción escrita del diseño de lo que ahora imaginaba como un «juego basado en disco de 48K con gráficos fabulosos» escrito en lenguaje ensamblador, y comenzó a trabajar 20 horas al día. semana durante las noches y los fines de semana para producir un juego demostrable por la Convención de Orígenes en julio.
Crawford probó el juego por primera vez en mayo y nuevamente lo encontró decepcionante. Para simplificar el proyecto, redujo el alcance del juego de toda la campaña de 1941-1945 a solo el primer año; introdujo zonas de control para reducir el número de unidades y la carga sobre la inteligencia artificial de la computadora; y logística adicional, que permitió el cerco. Crawford también descubrió que el juego cabía en 16K de RAM en lugar de 48K y mantuvo el tamaño. Distribuyó el juego a otros probadores en junio, demostró una versión jugable en Origins y luego perfeccionó el juego durante seis semanas corrigiendo errores y ajustando el equilibrio del juego. Crawford estimó en 1987 que había trabajado un total de 800 horas en Eastern Front y creía que el juego había influido en la industria para simplificar las interfaces de usuario y demostrar que había un mercado para un juego «inteligente» sin acción.
Crawford se acercó a Atari para vender el juego, pero la compañía creía que los juegos de guerra para computadoras Atari no serían populares.

## Lanzamiento
Atari Program Exchange (APX), una unidad independiente de Atari que distribuía aplicaciones de terceros, las publicaba en disco y cinta. Rebautizado como Eastern Front poco antes del lanzamiento, APX comenzó a vender el juego en agosto de 1981. Tuvo un éxito inmediato, vendiendo más de 60 000 copias con 40 000 dólares estadounidenses (equivalente a unos 120 000 dólares en 2023) en regalías a Crawford. En junio de 1982 era el éxito de ventas de APX; El gerente de APX dijo más tarde que Eastern Front y De Re Atari «pagaron las facturas, es decir, fueron nuestros mayores vendedores». Crawford declaró en 1987 que el juego había sido el más lucrativo para él «al menos por un factor de cuatro», y en 1992 que se había vendido «fabulosamente bien, mucho mejor de lo que nadie (incluido yo mismo) esperaba», con la mayoría de los compradores no son jugadores de guerra tradicionales.
El juego tuvo tanto éxito que Atari le pidió a Crawford que lo convirtiera en un cartucho ROM como producto oficial de Atari. Para mejorar la jugabilidad, renovó el código de IA y eliminó la capacidad de «avance rápido» del juego y evitar el combate. Se agregan cinco niveles de dificultad, el modo «aprendiz» con una sola unidad alemana para enseñar al usuario cómo usar los controles, y cada nivel superior agrega más unidades hasta «avanzado», que es idéntico al juego original. En el nivel más alto, se agregan «expertos», cuerpos de la fuerza aérea (Fliegercorp), y las unidades se pueden colocar en uno de varios modos; normal, asaltar, o defender y moverse. En «experto», el usuario también puede elegir comenzar en 1941 con la apertura estándar, o 1942, con líneas completamente desarrolladas en lo profundo de Rusia. La nueva versión también agrega la capacidad de guardar y restaurar juegos, ciudades coloreadas para indicar la propiedad y nombres de ciudades agregados (anteriormente visibles solo en el manual) al mapa del juego.

## Recepción
Eastern Front recibió elogios de la crítica de revistas contemporáneas. Computer Gaming World en 1981 lo llamó «hasta la fecha, el juego de guerra de computadora más impresionante del mercado». La reseña elogió los gráficos y la inteligencia artificial, señaló su reflexión y sugirió que el juego era una aplicación excelente para las computadoras Atari. Seis años después, la revista todavía calificó el juego con cinco de cinco puntos, afirmando que «obsoleto para los estándares de programación contemporáneos, todavía es divertido jugarlo», y en 1993 calificó el juego con cuatro estrellas de cinco.
Creative Computing llamó a Eastern Front «uno de los mejores juegos de guerra disponibles para una computadora personal ... casi todos los aspectos del juego son una obra maestra técnica», elogiando su inteligencia artificial y su mapa de desplazamiento «magnífico». La revista concluyó que era «también una demostración virtuosa de las asombrosas capacidades integradas de la computadora Atari. Este juego, literalmente, no se podría hacer en ninguna otra computadora con una ejecución tan satisfactoria». La revista Antic de Atari llamó a Eastern Front «una obra maestra del juego, una simulación brillante de las condiciones de batalla en el frente oriental en la Segunda Guerra Mundial». ANALOG Computing calificó el juego con 9,3 sobre 10, calificándolo de «verdaderamente magnífico». Citando la presión del tiempo como una diferencia con los juegos de mesa, COMPUTE! llamó a Eastern Front «un paradigma para los juegos de guerra de computadora» y elogió sus gráficos y jugabilidad, y la única crítica importante fue la incapacidad de guardar y restaurar un juego. InfoWorld lo calificó como «Excelente» en general en diciembre de 1981, y luego se refirió a él como uno de «los juegos de computadora más profundos». BYTE afirmó que Eastern Front «es posiblemente el primer juego de guerra divertido para las personas que odian juegos de guerra». El Addison-Wesley Book of Atari Software 1984 le dio al juego una calificación general A, calificándolo como «quizás el juego de guerra de computadora mejor diseñado que ha aparecido en cualquier microcomputadora hasta la fecha» y elogiando los gráficos y la interfaz de usuario impulsada por la palanca de mando. El libro concluyó que «es el primer juego de guerra que los no guerreros pueden disfrutar... Altamente recomendado».
Creative Computing nombró Juego del Año a Eastern Front en 1981. La Academia de Artes y Diseño de Juegos de Aventura lo nombró Mejor Juego de Aventura para Computadora Doméstica, 1981. En 1987, Crawford declaró que era uno de los tres juegos de los que estaba orgulloso, junto con Legionnaire y Balance of Power. En 2002, GameSpy escribió que Eastern Front se consideraba uno de los primeros juegos de guerra para computadora aprobados por los jugadores de papel y lápiz.

## Legado
Mientras el juego aún se vendía, Crawford lanzó su código fuente a través de APX como un producto comercial separado dirigido a los desarrolladores. Le sorprendió que, si bien se vendió bien, ningún otro juego lo usó. También lanzó un editor de niveles, pero solo se conoce un conjunto preempaquetado de niveles creados por usuarios.
Crawford usó muchas de las ideas de Eastern Front en Legionnaire para Avalon Hill en 1982. Legionnaire usa el mismo motor de mapas para simular las legiones romanas que luchan contra los bárbaros, pero lo modifica para mover unidades en tiempo real.
En 2013, Crawford publicó públicamente el código fuente de varios de sus juegos, incluido Eastern Front.